# Jodi Taylor
Jodi Taylor (Portland, Oregón; 25 de julio de 1991) es una ex actriz pornográfica estadounidense.

## Biografía
Jodi Taylor nació en la ciudad de Portland (Oregón), aunque se crio en una pequeña ciudad del estado de Idaho. Durante su adolescencia practicaba natación y artes marciales. Su primer trabajo fue en un rancho, donde daba clases de equitación. Después trabajó de dependiente en un Dunkin 'Donuts antes de pasar a la industria del cine pornográfico.
Su salto a la industria del entretenimiento para adultos se produjo en 2012, con 20 años de edad. Entre las empresas más notables para las que participó Taylor se cuentan Evil Angel, Girlfriends Films, Hard X, Zero Tolerance, 3rd Degree, Devil's Film, Bang Bros o Naughty America. Sus primeras películas fueron la de temática gonzo Calling All Asses 2, y la lésbica Sugar Mamas.
En 2013 tuvo su primera escena de sexo anal en Anal Sweetness.
Otros de sus trabajos reseñables fueron Wanted, Orgy Masters 6 o My Evil Stepmom Fucked My Ass 2.
Se retiró de la industria en 2018. Hasta ese año había trabajado en más de 350 películas como actriz.

## Premios y nominaciones
| Año  | Ceremonia                   | Resultado | Premio                                                 | Trabajo                      |
| ---- | --------------------------- | --------- | ------------------------------------------------------ | ---------------------------- |
| 2013 | Sex Awards                  | Nominada  | Hottest New Girl                                       | —                            |
| 2013 | Spank Bank Awards           | Nominada  | Fetish Virtuoso of the Year                            | —                            |
| 2014 | Premios AVN                 | Nominada  | Mejor escena de sexo lésbico en grupo                  | Seduction of Riley Reid      |
| 2014 | Premios AVN                 | Nominada  | Mejor actriz revelación                                | —                            |
| 2014 | Nightmoves                  | Nominada  | Mejor actriz revelación                                | —                            |
| 2014 | Nightmoves Fan Awards       | Nominada  | Mejor actriz revelación                                | —                            |
| 2014 | Spank Bank Awards           | Nominada  | Most Adorable Slut                                     | —                            |
| 2014 | Spank Bank Awards           | Nominada  | The Contessa of Cum                                    | —                            |
| 2014 | Spank Bank Awards           | Nominada  | Most Spanked To Girl of the Year                       | —                            |
| 2014 | Spank Bank Awards           | Nominada  | Asshole of the Year                                    | —                            |
| 2014 | Spank Bank Awards           | Nominada  | Porn's Next "It" Girl                                  | —                            |
| 2014 | Spank Bank Awards           | Nominada  | BBC Slut of the Year                                   | —                            |
| 2014 | Spank Bank Awards           | Nominada  | DP'd Dynamo of the Year                                | —                            |
| 2014 | Spank Bank Awards           | Nominada  | Fetish Virtuoso of the Year                            | —                            |
| 2014 | Spank Bank Awards           | Nominada  | The Total Package                                      | —                            |
| 2014 | Spank Bank Awards           | Nominada  | Gangbanged Princess of the Year                        | —                            |
| 2015 | Premios AVN                 | Nominada  | Artista femenina del año                               | —                            |
| 2015 | Premios AVN                 | Nominada  | Premio fan: Culo más caliente                          | —                            |
| 2015 | Premios AVN                 | Nominada  | Mejor escena escandalosa de sexo                       | E.T. XXX: A DreamZone Parody |
| 2015 | Premios AVN                 | Nominada  | Mejor escena de sexo oral                              | Sloppy Cocksuckers           |
| 2015 | Premios AVN                 | Nominada  | Mejor escena de sexo anal                              | Anal Cuties                  |
| 2015 | Inked Awards                | Nominada  | Mejor escena de sexo lésbico                           | Cape Fear XXX                |
| 2015 | Spank Bank Awards           | Nominada  | Most Comprehensive Utilization of All Orifices         | —                            |
| 2015 | Spank Bank Awards           | Nominada  | Best All Around Porn Goddess                           | —                            |
| 2015 | Spank Bank Awards           | Nominada  | Fucking Nerd of the Year                               | —                            |
| 2015 | Spank Bank Awards           | Nominada  | The Contessa of Cum                                    | —                            |
| 2015 | Spank Bank Awards           | Nominada  | Asshole of the Year                                    | —                            |
| 2015 | Spank Bank Awards           | Nominada  | Breakthrough Star of the Year                          | —                            |
| 2015 | Spank Bank Awards           | Nominada  | Hardest Working Ho in Ho Biz                           | —                            |
| 2015 | Spank Bank Technical Awards | Ganadora  | Best Cum Covered Grin                                  | —                            |
| 2015 | Spank Bank Technical Awards | Ganadora  | Brainiac Bimbo of the Year                             | —                            |
| 2015 | Premios XRCO                | Nominada  | Orgasmic Analist of the Year                           | —                            |
| 2015 | Premios XRCO                | Nominada  | Orgasmic Oralist of the Year                           | —                            |
| 2016 | Premios AVN                 | Nominada  | Mejor escena de doble penetración                      | Anal Buffet 11               |
| 2016 | Premios AVN                 | Nominada  | Premio fan: Mejor culo                                 | —                            |
| 2016 | Premios AVN                 | Nominada  | Mejor escena de trío M-H-M                             | Lex Is Up Her Ass            |
| 2016 | Spank Bank Awards           | Nominada  | ATM Machine                                            | —                            |
| 2016 | Spank Bank Awards           | Nominada  | BBC Slut of the Year                                   | —                            |
| 2016 | Spank Bank Awards           | Nominada  | The Contessa of Cum                                    | —                            |
| 2016 | Spank Bank Awards           | Nominada  | DP Diva of the Year                                    | —                            |
| 2016 | Spank Bank Awards           | Nominada  | Most Underrated Slut                                   | —                            |
| 2016 | Spank Bank Awards           | Nominada  | Life Sized Human Hand Puppet (Best Fistee)             | —                            |
| 2016 | Spank Bank Awards           | Nominada  | The Total Package                                      | —                            |
| 2016 | Spank Bank Awards           | Nominada  | Tortured Fuck Doll of the Year                         | —                            |
| 2016 | Spank Bank Technical Awards | Ganadora  | Tumblr Tramp of the Year                               | —                            |
| 2016 | Premios XBIZ                | Nominada  | Artista femenina del año                               | —                            |
| 2016 | Premios XBIZ                | Nominada  | Mejor escena de sexo en película lésbica               | Spontaneass 2                |
| 2016 | Premios XBIZ                | Nominada  | Mejor escena de sexo en película protagonista          | Wanted                       |
| 2017 | Premios XBIZ                | Nominada  | Mejor escena de sexo en película de parejas o temática | New Beginnings               |